# Rio Buciniş (Arieş)
O Rio Buciniş é um rio da Romênia afluente do Rio Arieşul Mare, localizado no distrito de Alba.